# Veenendaal-Veenendaal Classic 2018
La Veenendaal-Veenendaal Classic 2018, trentatreesima edizione della corsa e seconda con questa denominazione, valida come evento dell'UCI Europe Tour 2018 categoria 1.1, si svolse il 22 agosto 2018 su un percorso di 191,5 km. Fu vinta dall'olandese Dylan Groenewegen alla sua terza affermazione in questa gara in 4h 20' 57" alla media di 44,03 km/h, seguito, al secondo posto, dall'altro olandese Wouter Wippert e, al terzo, dal norvegese Sondre Holst Enger.
Al traguardo di Veenendaal furono 92 i ciclisti che completarono la competizione.

## Squadre partecipanti
| N.    | Cod. | Squadra                      |
| ----- | ---- | ---------------------------- |
| 1-6   | TLJ  | Team Lotto NL-Jumbo          |
| 11-17 | ABS  | Aqua Blue Sport              |
| 21-26 | CCC  | CCC Sprandi Polkowice        |
| 31-37 | ICA  | Israel Cycling Academy       |
| 41-47 | RNL  | Roompot-Nederlandse Loterij  |
| 51-57 | SVB  | Sport Vlaanderen-Baloise     |
| 61-67 | WVA  | WB Aqua Protect Veranclassic |
| 71-77 | ALE  | Alecto Cycling Team          |
| 81-87 | BEA  | Beat Cycling Club            |
| 91-97 | DCR  | Delta Cycling Rotterdam      |

| N.      | Cod. | Squadra                         |
| ------- | ---- | ------------------------------- |
| 101-107 | DES  | Destil-Parkhotel Valkenburg     |
| 111-117 | MET  | Metec-TKH p/b Mantel            |
| 121-127 | MCT  | Monkey Town Continental Team    |
| 131-137 | SEG  | SEG Racing Academy              |
| 141-147 | TWA  | Team Waoo                       |
| 151-157 | WGN  | Team Wiggins                    |
| 161-167 | VLA  | Vlasman Cycling Team            |
| 171-177 | BCC  | Canyon Eisberg                  |
| 181-187 | CIB  | Cibel-Cebon                     |
| 191-197 | RIW  | Riwal CeramicSpeed Cycling Team |

## Ordine d'arrivo (Top 10)
| Pos. | Corridore              | Squadra        | Tempo    |
| ---- | ---------------------- | -------------- | -------- |
| 1    | Dylan Groenewegen      | Lotto-Jumbo    | 4h20'57" |
| 2    | Wouter Wippert         | Roompot        | s.t.     |
| 3    | Sondre Holst Enger     | Israel A.      | s.t.     |
| 4    | Bas Van Der Kooij      | Alecto         | s.t.     |
| 5    | Edward Planckaert      | Sp. Vlaanderen | s.t.     |
| 6    | Sebastian Lander       | Riwal          | s.t.     |
| 7    | Asbjørn Kragh Andersen | Team Waoo      | s.t.     |
| 8    | Jason Van Dalen        | Delta          | s.t.     |
| 9    | František Sisr         | CCC Sprandi    | s.t.     |
| 10   | Kenneth Van Rooy       | Sp. Vlaanderen | s.t.     |